# RZSD TEP10 sorozat
A TEP10 (oroszul: ТЭП10 –  тепловоз с электрической передачей пассажирский) szovjet Co'Co' tengelyelrendezésű villamos erőátvitelű dízelmozdonysorozat. A TE10-en alapul, annak személyvonati változata. Összesen 335 db épült belőle 1961 és 1968 között a Harkivi Közlekedési Gépgyárban. Nehéz személyszállító vonatok vontatására használják. 1964–1967 között a Luhanszki Dízelmozdonygyár TEP10L típusjelzéssel gyártotta. Ebből Luhanszkban 218 darab készült.